# Martwa Wisła
Martwa Wisła, nazývaná také Gdańska Wisła, kašubsky Wislónô Sztremlëzna a německy Tote Weichsel a česky lze přeložit jako Mrtvá Visla, je řeka, částečně lidské dílo a také rameno v deltě veletoku Visla (Wisła) v úmoří Baltského moře ve městě Gdaňsk a okrese Gdańsk v Pomořském vojvodství v severním Polsku. Geograficky se nachází v mezoregionech Żuławy Wiślane (většinově) a Mierzeja Wiślana (menšinově), které patří do makroregionu Pobrzeże Gdańskie.

## Historie a popis
Tok Martwe Wisły se nachází v gdaňských částech (Krakowiec-Górki Zachodnie, Letnica, Młyniska, Nowy Port, Przeróbka, Rudniki, Stogi, Śródmieście, Wyspa Sobieszewska) a v okrese Gdaňsk (gmina Cedry Wielkie a gmina Pruszcz Gdański). Tvoří také jižní hranici ostrovů Wyspa Sobieszewska, Wyspa Portowa a Ostrów. Délka je cca 27 km a je hojně využívaná loděmi.
V roce 1840 vzniklo, v důsledku ucpání ledem koryta řeky Leniwka, nové ústí Visly a to mezi současnými gdaňskými částmi Górki Zachodnie a Górki Wschodnie, které se nazývá Śmiała Wisła. Od této události se vžil nový název Martwa Wisła pro úsek Leniwky od jejího ústí až po Górki Zachodnie. Protože, v letech 1890-1895 byla pod vesnicí Świbno přeťata Visla, tak úsek řeky od vesnice Przegalina přes Zakręt Pięciu Gwizdków (Ohyb pěti hvizdů) až po ústí u Westerplatte v Gdaňském zálivu se začal nazývat Martwa Wisła. Avšak název Martwa Wisła byl oficiálně zaveden v až v roce 1949. Od 80. let 20. století se staré koryto řeky Visly v oblasti Przegaliny začalo zasypávat popelem z tepelné elektrárny Wybrzeże v Gdaňsku. Původním záměrem bylo zasypat popelem plochu o rozloze přibližně 100 ha, nakonec však bylo zasypáno cca 40 ha bývalého koryta řeky a Martwa Wisła zůstala stále napojena na hlavní ústí Visly prostřednictvím zdymadla v Przegalině, postaveného v roce 1895. Martwa Wisła je přístupná plavidlům s nosností do 4000 tun a ponorem do 3 m. U Przegaliny, u počátku Martwa Wisły je Przystań lodołamaczy (Ledoborcový přístav). Dalšími technickými zajímavostmi jsou most III Tysiąclecia im. Jana Pawła II w Gdańsku, most Siennicki, most Sobieszewski, Twierdza Wisłoujście, tunel pod Martwą Wisłą, několik přístavů aj.

### Přítoky
Hlavními přítoky Martwa Wisły jsou Strzyża, Motława, Kanał Kaszubski a Opływ Motławy.

## Galerie

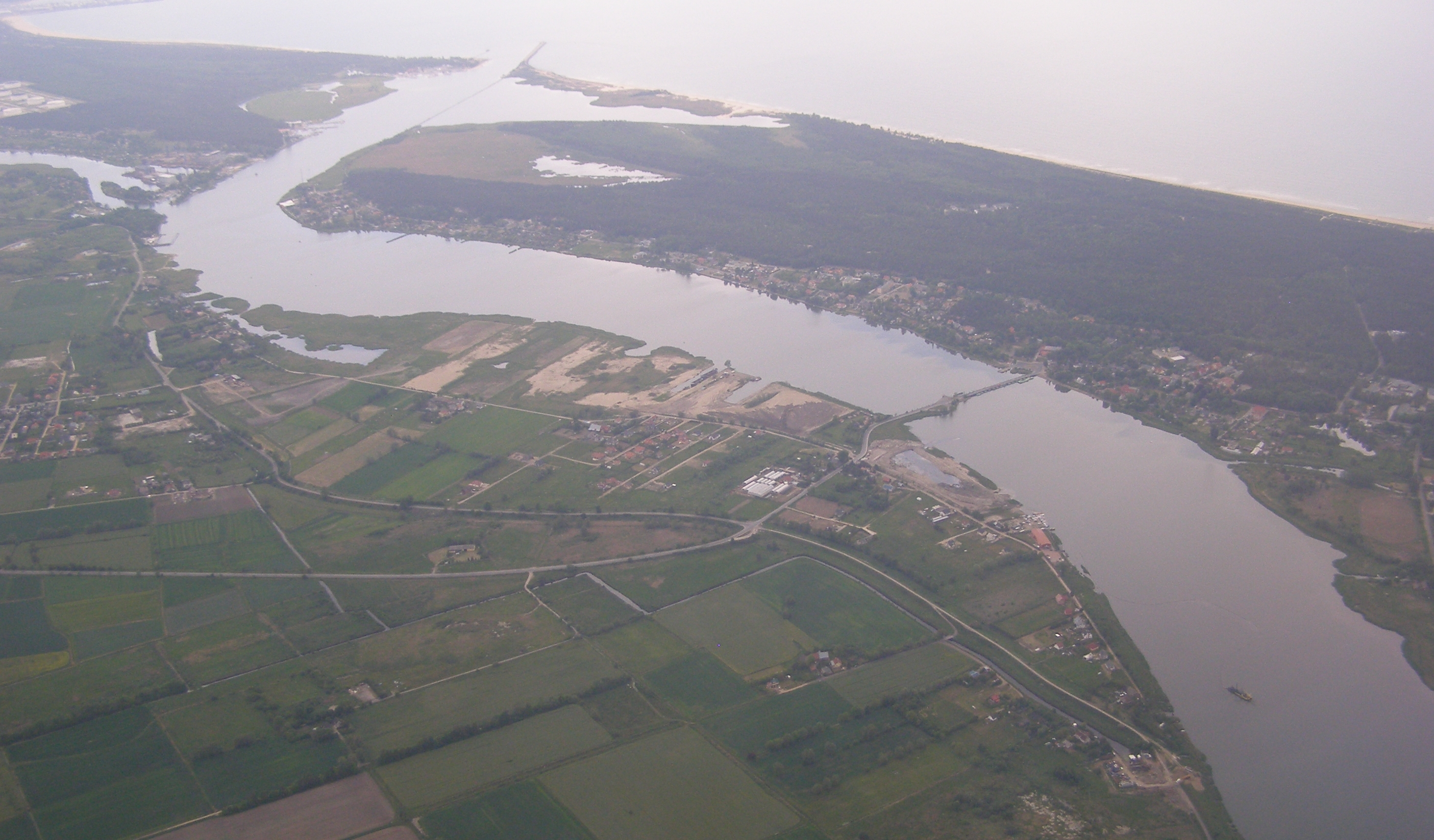
Letecký pohled
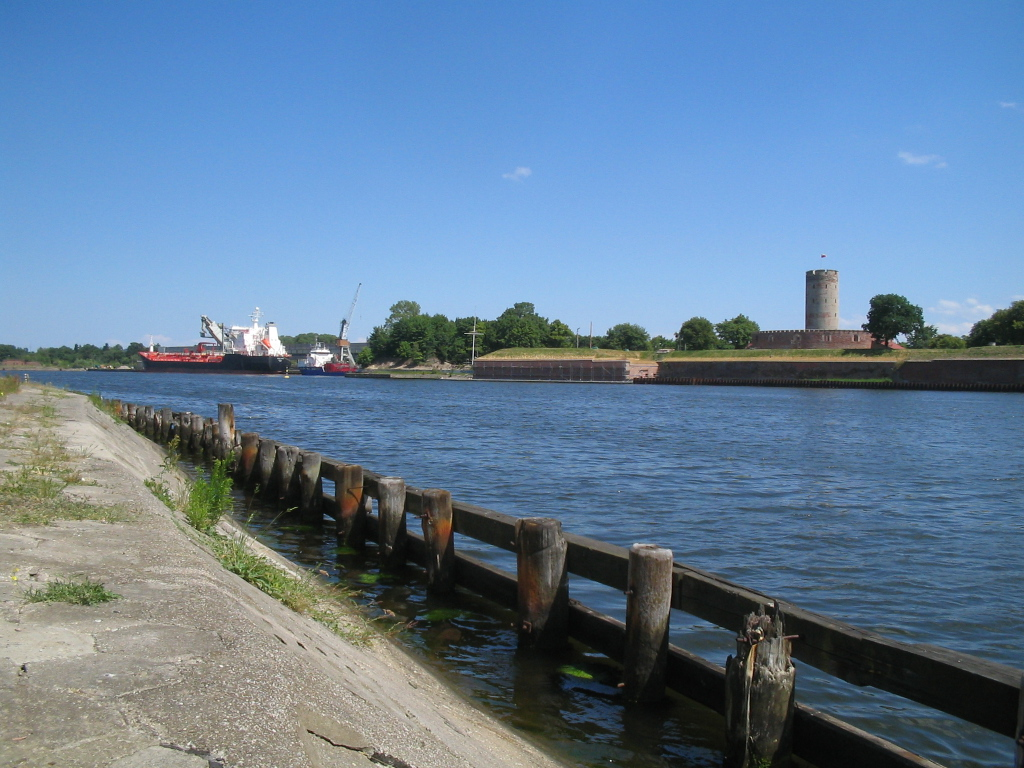
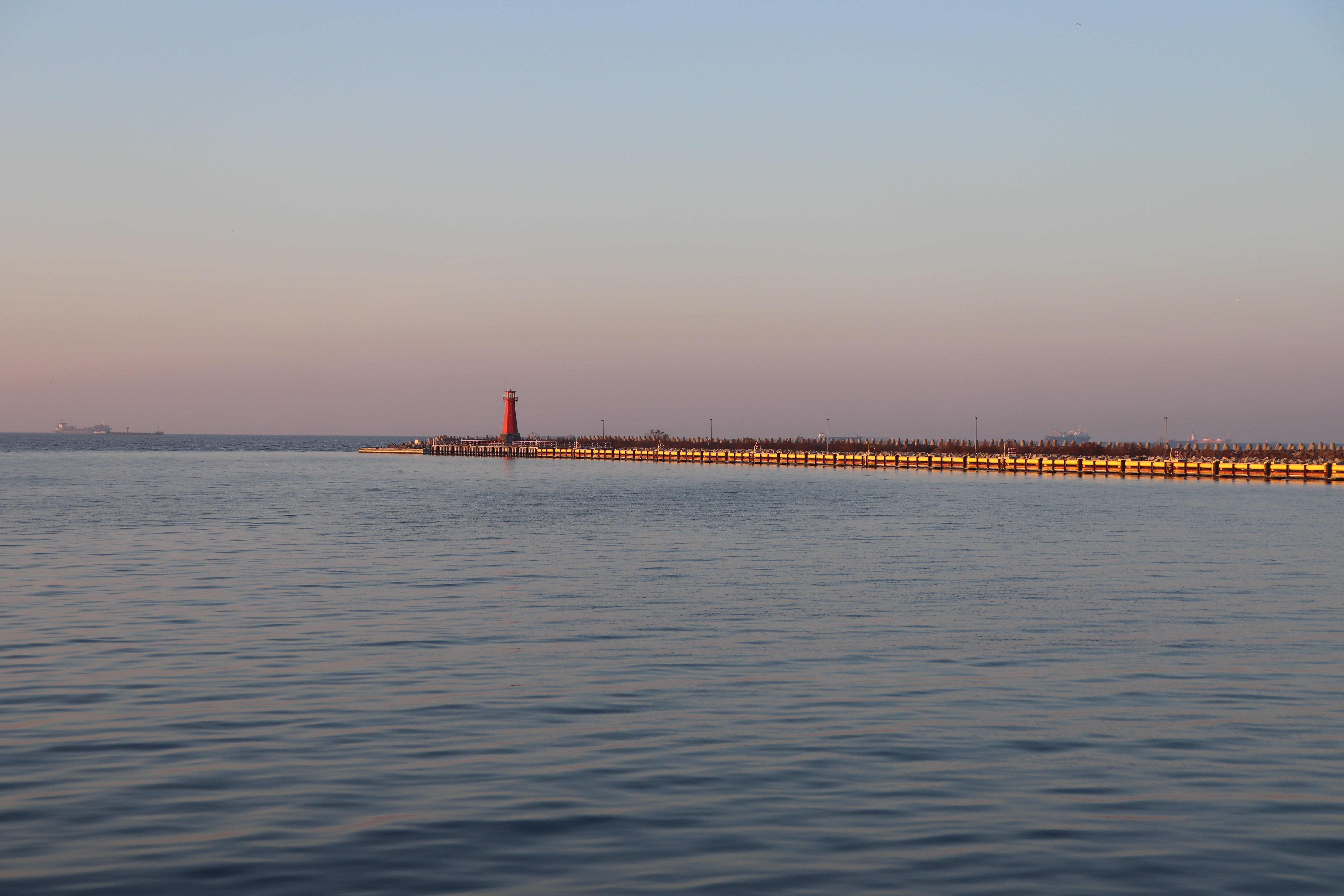
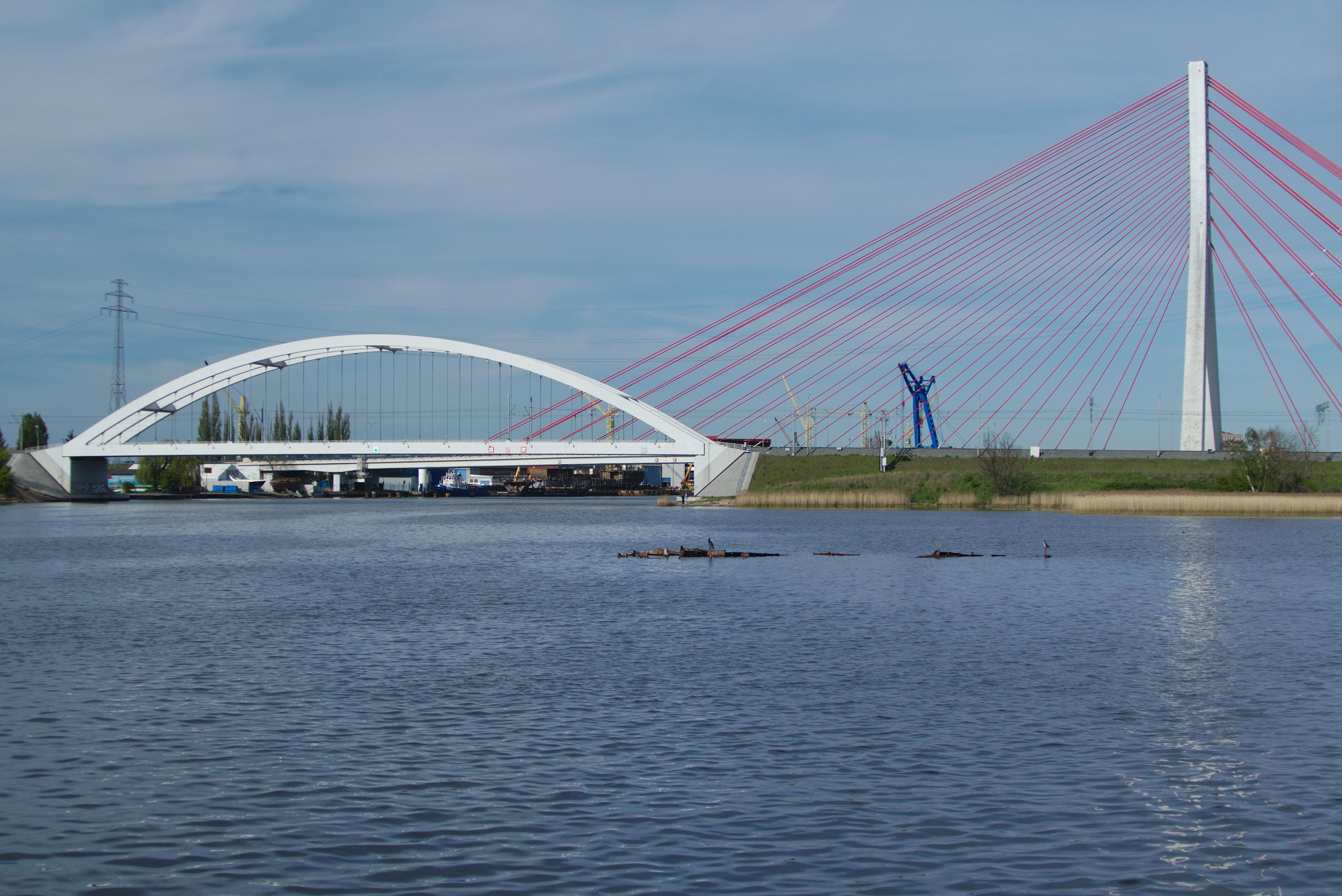
Mosty přes řeku v Gdaňsku
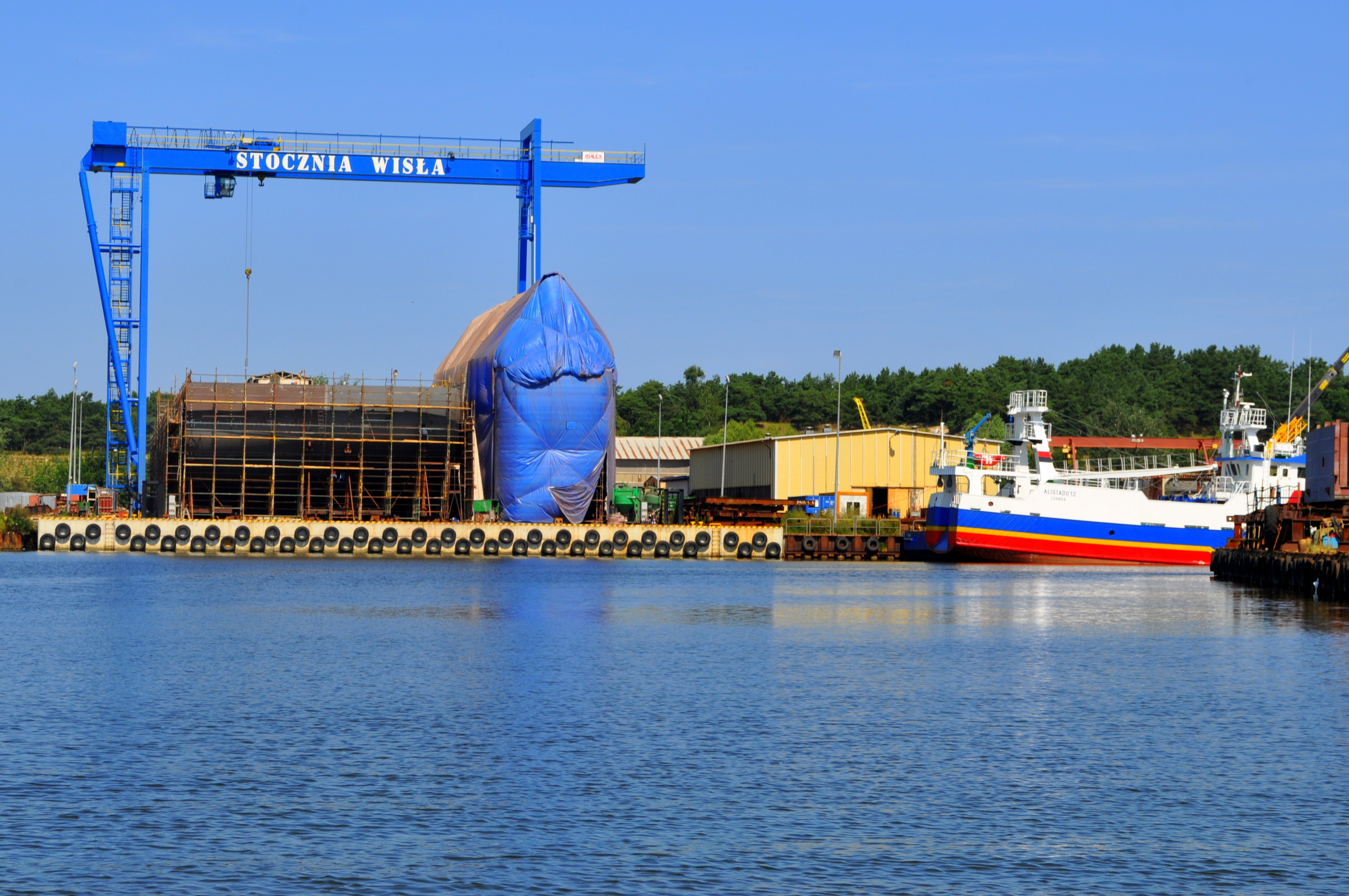
Přístav v Gdaňsku